# حزب کارگر (ولز)
حزب کارگر ولز (به ولزی : Llafur Cymru ، انگلیسی :Welsh Labour Party ) بخشی از حزب کارگر بریتانیا است که در سال ۱۹۴۷ در ولز برپا شد. حزب کارگر بزرگ‌ترین و قدرتمندترین حزب سیاسی در کشور ولز است. این حزب یک کرسی در پارلمان اروپا ، ۲۹ کرسی در مجلس عوام بریتانیا و ۳۰ کرسی را در مجلس شورای ملی ولز در اختیار دارد.